# أنغ لي
انغ لي (بالصينية: 李安) مخرج أفلام تايواني من مواليد 23 أكتوبر 1954، حاصل على ثلاث جوائز أوسكار من أصل 5 ترشيحات. نال الجوائز الثلاث كأفضل مخرج عن فيلم جبل بروكباك في 2005 وحياة باي في 2012. كما حصل مرتين على جائزة الدب الذهبي من مهرجان برلين السينمائي الدولي. أخرج العديد من الأفلام منها العقل والعاطفة والنمر الرابض والتنين الخفي و جيميناي مان.

## الترشيحات والجوائز

### الأوسكار
- أفضل فيلم عام 2001 عن فيلم Crouching Tiger, Hidden Dragon.
- أفضل فيلم أجنبي عام 2001 عن فيلم Crouching Tiger, Hidden Dragon فاز بها.
- أفضل مخرج عام 2001 عن فيلم Crouching Tiger, Hidden Dragon.
- أفضل مخرج عام 2006 عن فيلم Brokeback Mountain و فاز بها.
- أفضل مخرج عام 2012 عن فيلم Life of Pie و فاز بها.

### غولدن غلوب
- أفضل مخرج عام 1996 عن فيلم Sense and Sensibility .
- أفضل مخرج عام 2001 عن فيلم Crouching Tiger, Hidden Dragon و فاز بها.
- أفضل مخرج عام 2006 عن فيلم Brokeback Mountain و فاز بها .

## مواقع خارجية
- أنغ لي على موقع IMDb (الإنجليزية)
- أنغ لي على موقع الموسوعة البريطانية (الإنجليزية)
- أنغ لي على موقع روتن توميتوز (الإنجليزية)
- أنغ لي على موقع مونزينجر (الألمانية)
- أنغ لي على موقع قاعدة بيانات الأفلام العربية
- أنغ لي على موقع ألو سيني (الفرنسية)
- أنغ لي على موقع ميوزك برينز (الإنجليزية)
- أنغ لي على موقع تيرنر كلاسيك موفيز (الإنجليزية)
- أنغ لي على موقع أول موفي (الإنجليزية)
- أنغ لي على موقع بوكس أوفيس موجو (الإنجليزية)